# Oldenkotte (buurtschap)
Oldenkotte (Duits: Oldenkott) is een buurtschap vlak bij Rekken, precies op de Nederlands-Duitse grens. Het Nederlandse gedeelte ligt in de gemeente Berkelland, het Duitse gedeelte is onderdeel van de gemeente Vreden. Ongeveer 200 meter bezuiden Oldenkotte stroomt het riviertje de Berkel Nederland binnen. Het 'dorpje' bestaat uit niet veel meer dan een enkele straat bebouwing, aan Nederlandse zijde de Oldenkotse weg genaamd. Tot begin jaren 90 bepaalde het grenskantoor, halverwege de straat, het gezicht van de buurtschap. Met het openstellen van de grens met Duitsland zijn slagboom en douanier verdwenen.

## Kerk
Nadat het uitoefenen van de rooms-katholieke godsdienst in de 17e eeuw was verboden in de Republiek der Zeven Verenigde Nederlanden, werden er kerken net over de grens in Duitsland gebouwd, mede ten behoeve van de katholieke bewoners in de grensstreek. De eerste kapel van Oldenkotte, gewijd aan de heilige Antonius van Padua, was zo’n kerk, die direct aan de Nederlandse grens werd gebouwd en vooral bezocht werd door katholieken uit de heerlijkheid Borculo en uit Haaksbergen. De kerk werd in 1657 gesticht door Minderbroeders (Minorieten) uit het nabijgelegen Zwillbrock. In 1923 werd de kerk vervangen door de huidige, deels neoromaanse en deels neogotische, hallenkerk.

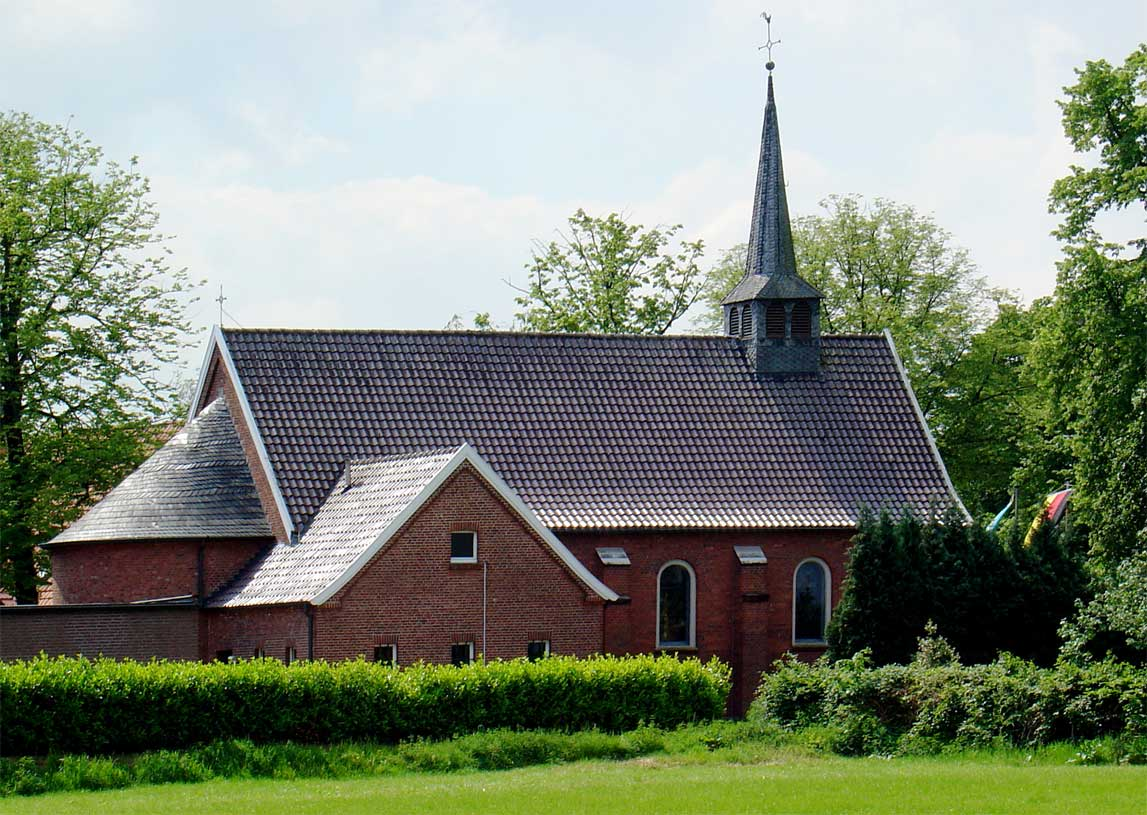
De Sint Antonius van Paduakerk van Oldenkotte